# Anna Hedh
Anna Hedh (født 18. marts 1967) er siden 2004 svensk medlem af Europa-Parlamentet, valgt for Socialdemokraterne (Sverige) (indgår i parlamentsgruppen S&D).